# Fernando Belfort Bethlem
Fernando Belfort Bethlem GCA (Rio de Janeiro, 6 de junho de 1914 — Rio de Janeiro, 28 de dezembro de 2001) foi um general-de-exército brasileiro, Ministro do Exército durante o Governo Ernesto Geisel.

## Carreira Militar
Era filho de Mário da Câmara Bethlem e de Maria Regina Belford Bethlem.
Em abril de 1932, ingressou na Escola Militar do Realengo, no Rio de Janeiro, saindo aspirante-a-oficial da arma de Cavalaria em dezembro de 1934. Foi promovido a segundo-tenente em setembro de 1935 e a primeiro-tenente em maio de 1937. Foi subalterno do 1º Regimento de Cavalaria Divisionária do Rio de Janeiro e em seguida serviu no 8º Regimento de Cavalaria Independente, em Uruguaiana.
Promovido a capitão em abril de 1943, participou da Força Expedicionária Brasileira durante a Segunda Guerra Mundial, servindo como oficial de ligação junto à 1ª Divisão Blindada americana, subordinada ao V Exército dos Estados Unidos da América, sob o comando do general Mark Clark. Foi promovido a major em julho de 1951 e a tenente-coronel em setembro de 1954. Em 1956, comandou o 9º Regimento de Cavalaria, em São Gabriel, onde teve como subordinado o major João Batista de Oliveira Figueiredo. Em agosto de 1961, alcançou o posto de coronel. Nesse período, serviu como adjunto da missão militar brasileira de instrução no Paraguai.
Ao eclodir, em 31 de março de 1964, o golpe militar que resultou na deposição do presidente João Goulart, participava das articulações e comandava a Escola de Material Bélico, sediada no bairro carioca de Deodoro. Recebeu então ordens para neutralizar, com os blindados com que era equipada a Escola, as poderosas unidades da Vila Militar, no Rio de Janeiro, que se supunha fossem fiéis ao governo deposto.
Em 1965, serviu como chefe do Estado-Maior da 5ª Região Militar, em Curitiba. Em novembro de 1966, alcançou o posto de general-de-brigada. De dezembro desse ano a abril do ano seguinte, foi chefe do Estado-Maior do II Exército, em São Paulo, comandado na época pelo general Jurandir Bizarria Mamede. Em maio de 1967, assumiu o comando da então Artilharia de Costa e Antiaérea da 2ª Região Militar, sediada em Santos, principal unidade do II Exército no litoral paulista. Permaneceu no comando dessa unidade até fevereiro de 1969.
Em julho de 1971, foi promovido a general-de-divisão. Regressou a São Paulo para assumir o comando da 2ª Região Militar, onde permaneceu entre 15 de setembro de 1971 a 17 de outubro de 1972. Exerceu esse comando no período em que o Exército esteve intimamente ligado à intensa repressão aos movimentos armados de oposição ao regime. Foi, em seguida, subchefe do Estado-Maior do Exército, vice-chefe e chefe interino do Departamento de Material Bélico. De março a maio de 1974, já no governo do general Ernesto Geisel, foi chefe de gabinete do Ministro do Exército Vicente de Paulo Dale Coutinho, que faleceu no dia 24 desse último mês.
Foi Comandante Militar da Amazônia entre 17 de setembro de 1974 e 26 de abril de 1976.
Em março de 1976, foi promovido a general-de-exército. Assumiu a chefia do Departamento-Geral do Pessoal, onde permaneceu de 30 de abril a 9 de agosto desse ano.
Depois, foi Comandante do III Exército, entre 11 de agosto de 1976 e 11 de outubro de 1977. O combate à subversão foi o tema central de seu discurso de posse e viria a ser a tônica de todos os seus pronunciamentos posteriores. Lembrou, na ocasião, o movimento político-militar de 1964, “quando reagimos contra a comunização do Brasil”, caracterizando o comunismo como “um inimigo hábil e poderoso, que procura atingir seus objetivos sem se deter diante dos meios mais condenáveis como a corrupção, o envolvimento da juventude, a calúnia e até mesmo o frio e covarde terrorismo”.

## Ministro de Estado
Permaneceu à frente do III Exército até 12 de outubro de 1977, quando, surpreendentemente, foi nomeado Ministro do Exército,  substituindo o general Sílvio Frota. Na manhã daquele mesmo dia, em clima de grande tensão, este fora exonerado do cargo pelo presidente Ernesto Geisel, em decisão de caráter pessoal, em meio à grave crise militar desencadeada pela questão da sucessão presidencial. Desde o princípio de 1977 pelo menos, vinha sendo articulada a candidatura do ministro do Exército, general Sílvio Frota, pela facção militar que se opunha à indicação do general João Batista Figueiredo, chefe do Serviço Nacional de Informações, candidato escolhido, a título quase pessoal, pelo presidente  Geisel.
Sua indicação para o Ministério do Exército surpreendeu os meios políticos e militares, uma vez que, aparentemente, pertencia à mesma corrente de Frota dentro das forças Armadas, a chamada “linha dura”, defensora intransigente das diretrizes mais radicalmente anticomunistas e autoritárias do movimento político-militar de 1964. Pouco antes de ser exonerado, inclusive, o ministro Sílvio Frota, sem consultar o presidente, determinara que o III Exército deslocasse tropas para a fronteira com o Uruguai, numa manobra ostensiva destinada a impedir a entrada no país de Leonel Brizola, ex-governador gaúcho cassado, que, tendo sido expulso pelo governo uruguaio em 20 de setembro de 1977, negociava indiretamente com Geisel seu regresso ao Brasil.
Segundo o noticiário da época, imediatamente após a demissão de Frota, o Gabinete Militar teria divulgado informações de que o general Bethlem era o mais forte candidato à sucessão presidencial, insinuando, assim, que a “linha dura” continuava, através do novo ministro, sua luta contra o projeto de distensão promovido por Geisel. Contudo, logo após o primeiro despacho oficial com o presidente Geisel, Bethlem declarou à imprensa que o Alto Comando do Exército não devia participar da escolha do candidato à sucessão presidencial. No mesmo dia em que concedeu essa entrevista, circularam no Congresso Nacional cópias de um documento sigiloso, datado de 5 de setembro de 1977, atribuído ao comandante do III Exército, onde este tecia críticas à situação política nacional e denunciava, como agentes da campanha subversiva que propugnava a volta dos militares aos quartéis, a literatura, o cinema, a televisão, os intelectuais, os políticos e até oficiais da reserva, citando nominalmente o senador Jarbas Passarinho, o ministro do Superior Tribunal Militar Rodrigo Otávio Jordão Ramos, e o ex-ministro da Aeronáutica Gabriel Grün Moss. A autoria do documento não foi confirmada nem desmentida por Bethlem.
Ao completar o primeiro mês como ministro do Exército, alterou 60 comandos, nomeou 30 oficiais para o gabinete e remanejara militares nas diversas seções do Exército. As mais expressivas alterações de comando — todas em nível de coronel e tenente-coronel — ocorreram em batalhões de combate sediados em diferentes cidades do país, sobretudo em São Paulo, Porto Alegre e Brasília.
Em nota à imprensa, publicada em 19 de maio de 1978, contestando um artigo do jornal O Estado de S. Paulo, segundo o qual o ministro do Exército nutria simpatias pela candidatura do general Euler Bentes Monteiro, apoiada pelo Movimento Democrático Brasileiro, partido de oposição, o general Bethlem, pela primeira vez, manifestou-se abertamente “de acordo com a indicação do general João Batista Figueiredo para futuro presidente da República”.
Durante sua gestão atuou com grande rigor para punir e neutralizar as dissidências militares que se manifestaram em favor do candidato oposicionista, sendo o caso mais rumoroso o das sucessivas punições ao general Hugo Abreu, que se demitira da chefia do Gabinete Militar em janeiro de 1978.
A 28 de Dezembro de 1978 foi agraciado com a Grã-Cruz da Ordem Militar de Avis de Portugal.
Outra medida destinada a fortalecer o controle do Executivo sobre as forças que poderiam ser usadas para bloquear a estratégia presidencial foi a portaria do Ministério do Exército, de 22 de agosto de 1978, que retirava dos governadores o poder de escolher diretamente os comandantes das polícias militares e dos corpos de bombeiros, que passariam a ser indicados pelo ministro do Exército, a partir de uma lista tríplice, preferentemente no posto de coronel e tenente-coronel.
Em fevereiro de 1979, processou a revista Veja, que publicara reportagem intitulada “Descendo aos porões”, que trazia à luz os métodos de repressão empregados durante os governos militares, por considerá-la “ofensiva à imagem do Exército perante o povo”. Pouco antes, em entrevista concedida à imprensa em 8 de dezembro de 1978, entre outros tópicos abordados, o próprio general Bethlem teve de refutar a acusação de que, quando comandava a Artilharia de Costa e Antiaérea da 2ª Região Militar, havia ordenado ao coronel Erasmo Dias, seu subordinado, que pusesse a bomba que explodiu no rumoroso atentado à sede do jornal O Estado de S. Paulo, ocorrido em 1968.
Em 15 de março de 1979, quando se iniciava o governo de João Batista Figueiredo, ao deixar o Ministério do Exército, passou para a reserva. Em outubro de 1979, foi designado embaixador do Brasil no Paraguai. Assumiu o posto em janeiro de 1980 e nele permaneceu até agosto de 1984. De volta ao Brasil, ainda em 1984, não mais exerceu atividade profissional.
Ao longo de sua carreira militar, fez os cursos de cavalaria da Escola de Aperfeiçoamento de Oficiais, da Escola de Estado-Maior, da Escola de Motomecanização e da Escola Superior de Guerra. Considerado especialista em fronteiras, com diversos trabalhos publicados sobre o assunto, e também em motomecanização, cursou o The Cavalary School, em Fort Riley, e fez um curso sobre blindados em Fort Knox, ambos nos Estados Unidos.
Foi casado com Cléa de Medeiros Bethlem, com quem teve três filhos.